# Лунна светлина
„Лунна светлина“ (на английски: Moonlight) е американски филм, драма от 2016 г., режисиран от Бари Дженкинс по непубликуваната полуавтобиографична пиеса „Moonlight Black Boys Look Blue“. Участват Треванте Родос, Андре Холанд, Джанел Моне, Аштън Сандърс, Джарел Джером, Наоми Харис и Махершала Али.
Филмът показва три етапа от живота на главния герой – детството, юношеството и като млад възрастен. Представя трудностите, които среща със сексуалността и идентичността си, включително емоционално и физическо насилие, което преживява докато е подрастващ.
Носител на Оскар за най-добър филм заедно с Оскар за най-добра поддържаща мъжка роля за Махершала Али и Оскар за най-добър адаптиран сценарий за Бари Дженкинс и Тарел Алвин Маккрейни. Номиниран в още 5 други категории.
Филмът дебютира в САЩ на 21 октомври 2016 г., а в България на 7 април 2017 г.

## Продукция

### Заснемане
Снимките на филма започват на 14 октомври 2015 г. в Маями, Флорида. След проучване за място за снимане с Адел Романски, Бари Дженкинс решава да снимат в района, където е живял преди.

## Отзиви

### Кино
„Лунна светлина“ получава 27,8 млн. долара приход от САЩ и 37,5 млн. от други държави, което прави 65,3 млн. в световен мащаб срещу бюджет на продукцията около 4 млн.

### Отзиви от критици
Филмът има рейтинг 98% в „Rotten Tomatoes“ от 353 рецензии и обобщение – „Чрез историята на един човек предлага забележителен и брилянтно изработен поглед върху живота, който рядко се вижда в киното“. В „Metacritic“ получава 99 от 100, въз основа на мнението на 51 критици. Това е най-високо оцененият филм за 2016 г. в двата сайта.